# Бар
Бар (алб. Tivar или Tivari; итал. Antivari, или Antibari) је град и сједиште истоимене општине у Црној Гори. Према попису из 2023. има 14.823 становника. Лука Бар је највећа црногорска лука. Бар је веза Црне Горе са свијетом, јер је гранична општина, која је Јадранским морем везана са Италијом. Од Подгорице је удаљен 55 km.

## Географија
Барска општина се налази на југу Црне Горе, између Јадранског мора и Скадарског језера. Сам град се налази на 42°6' географске ширине и 19°6' географске дужине, на надморској висини од 4 метра.
Бар има преко 270 сунчаних дана што га чини једним од најсунчанијих градова у Европи.
Бар окружују бројне планине. Највећа је Румија, која се налази на надморској висини од 1.595 м. Поред ње, ту је, са једне стране Суторман чији се врх „Широка страна“ на надморској висини од 1.185 м. Са друге стране налази се Лисињ са највишим врхом „Лошка“ на надморској висини од 1.353 м. Волујица је мања планина уз луку Бар.
У околини Бара налази се неколико мањих ријека. Најближе граду су Рикавац (17 km) и Жељезница (19,5 km), које се уливају у Јадранско море.
Током 2010. године општину Бар је посетило 142.000 туриста што је чини једном од главних туристичких дестинација у Црној Гори.

## Историја
Стари дио града, Стари Бар, помиње се у документима који потичу из 10. вијека. И поред многих земљотреса и ратова, сачувани су остаци зидина и тврђава са којој је предиван поглед на цијели град и околину. У близини града, у насељу Мировица, налази се споменик природе Стара маслина, стабло маслине старо између 2.000 и 2.500 година. Код Бара је и велика илирска гробница од хрпе камења, коју народ зове Веља Могила.

### Име града
О називу Бара, имамо свједочанство из књиге Милорада Г. Медаковића, „Живот и обичаји Црногораца“ из 1860. године, странице 139. и 140: „Прича се и данас проклетство краљице Јелене, која је побјегла од својег сина Драгутина и настанила се у једну пећину између Сотонића и Глухог Дола у Црмници. Муж њен, краљ Стефан Рапави, побјегао од својег сина у Бар. У пећини је живила Јелена са њеном кћерком ђевојком и проводила живот у посту и молитви. Близу ове пећине има вир, који се зове Око, у којем се прелијепа риба ловила. Она се погодила са Глодољанима, да јој свако јутро оставе по једну рибу на плочи. Саставити се са људима није она хтела, већ би пошла по рибу, кад никог код Ока нема..." Када јој једном нису донијели рибу, дозивала их је и проклела: „Да Бог да, нигда је више у Оку не уловили! Она узјаше на коња и побјегне у Бар, па да је рекла: „Бар ме ође нећете наћи ни варати“, и отуда да се прозвало оно мјесто Бар."

### Средњовјековни Бар
По Константину Порфирогениту, Авари су „уништили“ Романе (илиро-романске староједиоце; „Грке“ и „Римљане“ из народне традиције) који су живјели у равницама, тако да су потражили спас у утврђеним приморским градовима (Улцињу, Будви, посебно у Котору). Претпоставља се да је овако насељено становништво из основа подигло и град Бар.
Почетком 10. вијека, Бар је још увијек био изван домашаја византијске Драчке теме. која је према сјеверу допирала само до града Љеша, али већ средином истог вијека, у вријеме настанка историографског списа De administrando imperio, Драчка тема је на сјеверу поред Љеша већ увелико обухватала и градове Улцињ и Бар, на граници према кнежевини Дукљи.
Током 11. века он постаје престоница слободне српске државе у Зети под Стефаном Војиславом и Михајлом, да би крајем истог вијека постао седиште самосталне црквене организације у оквиру католичке цркве знане као Барска надбискупија. Ондашњи Бар, који је вјековима био добро утврђен град, са подграђем (данас Стари Бар) од обале Јадранског мора је био удаљен око пет километара и користио је пристаниште, са тргом Пристаном. У Бару се током средњег вијека ковао бакарни новац, фолар, а за вријеме Балшића и сребрни динар. Град је имао и свој статут, који се помиње 1330. године, али исти није сачуван. Подаци из 1247. године нам говоре да се на челу свих грађана (лат. seniores et populus) налазио кнез (лат. comes) а постављао га је носилац суверенитета над градом. Средином XIV вијека јасно се разликују сталежи: пучани и патрицији (54 породице, са око 400 чланова, на почетку XV вијека). У XIV вијеку је настало Велико вијеће (лат. Maius et generale consilium) а оснивањем Малог вијећа, 1372. још је више учвршћена власт аристократије. Бар је често мијењао господаре. Најприје је у рукама Византије, државе Дукље, па опет византијски, до 1183. године, када улази у састав средњовјековне државе, Србије Немањића. Манастир Светих архангела (Призрен) је за владавине Немањића стекао села и приходе код Бара, Љеша и Скадра.   
У рукама је господара Зете Балшића (до 1405. и 1412—1421) када градом управљају војводе и кефалије (дјелећи власт и посједе са самоуправним градским органима). Под Венецијом је (1405—1412. као и 1421). За владе Млетака, највећи градски функционер је потестас (подест). У оквиру Српске деспотовине је од 1421. до 1441. Кратко је у рукама великог босанског војводе Стефана Вукчића Косаче (1441. и 1442—1443). Бар је остао под Млетачком републиком од 1443. до освајања од стране Османлија, 1571. године.

### Период од 1571. до 1878. године
По споразуму Османлија и Млечана о предаји града (1571) утврђене су за Бар одређене привилегије, које је потврдио султан Мурат III, 1575. године (унесено у дефтер из 1583. године). Барски надбискуп и примас Србије Марко III Јорга је у извјештају Конгрегацији за ширење вјере средином 1697. између осталога записао да барска општина броји око 1200 душа, овијаних Срба, помијешаних са нешто мало Турака.

### У Књажевини и Краљевини Црној Гори
Бар је након опсаде ослобођен од турске власти 10. јануара 1878. године и Црна Гора је преко оближњег Пристана, добила излаз на море и могућност да се ојача привреда. Бар постаје сједиште капетаније у Приморској нахији, а на напуштена муслиманска имања су досељавани насељеници из Пипера, Куча и Бјелопавлића (додјељивана су им такозвана „муџахединска имања“ или исушено земљиште у барском пољу, гдје ће бити формиран Нови Бар). У јесен 1878. године, отворена је основна школа у (Старом) Бару, а 1879. — пошта. Основана је и Српска народна читаоница. Изградња пута за Вирпазар, завршена је 1878. а за Улцињ, 1906. године. Почетком вијека, значајан је продор италијанског капитала на ово подручје. Важно је и потписивање уговора са Барским друштвом: о изградњи пристаништа и жељезнице Бар — Вир(пазар) 1906. године. Први возови су кренули 1908. године, а радови на пристаништу су завршени 1912. Године 1913, пуштена је у рад прва електрична централа на Пристану. Народна банка у Бару основана је 1909. године, са основним капиталом од два милиона перпера.
Модерни пут Котор - Бар је направљен 1937. У августу 1940. је отворена авионска линија Београд - Бар, продужетак линије до Подгорице.
Црква Свeте Недјеље је једна од православних цркава у Бару.

## Манифестације
„Барски љетопис“ представља најзначајнији културни фестивал у општини и одржава се у јулу и августу. Током ових дана, одржавају се бројне представе, концерти, изложбе и промоције књига. „Трг од ћирилице“ је црквена културна манифестација која се одржава љети. „Интернационални ТВ фестивал“ који се одржава у октобру, представља смотру ТВ остварења из целог света. „Сусрети под старом маслином“ су манифестација дечјег стваралаштва која се одржава у новембру. „Дани Мркојевића“ су забавна манифестација, док су „Пливачки маратон“ и „Port Cup“ (турнир у женској одбојци) спортске манифестације које се одржавају у августу. Крајем новембра се одрзава манифестација „Маслинијада“ посвећена том древном дрвету и њеним плодовима.

## Саобраћај
Због свог положаја, Бар има стратешки значај у погледу саобраћаја. Кроз град пролази Јадранска магистрала (магистрални пут Е851).
Од тренутка када је завршен и за саобраћај отворен тунел Созина, вријеме путовања између Подгорице и Бара је значајно смањено.
Лука Бар је директна веза града и цијеле земље са свијетом. Директна трајектна линија Бар-Бари има велики значај, првенствено због транзитног саобраћаја, будући да трајектни саобраћај преко Јадранског мора повезује Апенинско и Балканско полуострво.

## Демографија
Према резултатима последњег пописа становништва из 2023. године, у Бару је живело 14.823 становника.
У насељу Бар живи 10.486 пунолетних становника, а просечна старост становништва износи 36,0 година (35,1 код мушкараца и 36,8 код жена). У насељу има 4.449 домаћинстава, а просечан број чланова по домаћинству је 3,08.
Становништво у овом насељу веома је хетерогено, а у последња три пописа, примећен је пораст у броју становника.
|             | \| Демографија[8] \| Демографија[8] \| Демографија[8] \| \| Година \| Становника \| Становника \| \| -------------- \| -------------- \| -------------- \| \| \| \| \| \| \| \| \| \| \| \| \| \| \| \| \| \| 1948. \| 897 \| \| \| 1953. \| 1.113 \| \| \| 1961. \| 2.184 \| \| \| 1971. \| 3.612 \| \| \| 1981. \| 6.742 \| \| \| 1991. \| 10.971 \| 10.848 \| \| 2003. \| 14.059 \| 13.719 \| \| 2011. \| \| 13.503 \| \| 2023. \| \| 14.823 \| |            |
| Демографија | |            |
| Година      | Становника | Становника |
|             | |            |
|             | |            |
|             | |            |
|             | |            |
| 1948.       | 897 |            |
| 1953.       | 1.113 |            |
| 1961.       | 2.184 |            |
| 1971.       | 3.612 |            |
| 1981.       | 6.742 |            |
| 1991.       | 10.971 | 10.848     |
| 2003.       | 14.059 | 13.719     |
| 2011.       | | 13.503     |
| 2023.       | | 14.823     |

| Етнички састав према попису из 2011.‍ | Етнички састав према попису из 2011.‍ | Етнички састав према попису из 2011.‍ | Етнички састав према попису из 2011.‍ | Етнички састав према попису из 2011.‍ |
| ------------------------------------ | ------------------------------------ | ------------------------------------ | ------------------------------------ | ------------------------------------ |
|                                      |                                      |                                      |                                      |                                      |
| Црногорци                            | Црногорци                            |                                      | 6.901                                | 51,10%                               |
| Срби                                 | Срби                                 |                                      | 4.487                                | 33,22%                               |
| Бошњаци                              | Бошњаци                              |                                      | 410                                  | 3,03%                                |
| Муслимани                            | Муслимани                            |                                      | 273                                  | 2,02%                                |
| Албанци                              | Албанци                              |                                      | 121                                  | 0,89%                                |
| Хрвати                               | Хрвати                               |                                      | 121                                  | 0,89%                                |
| Руси                                 | Руси                                 |                                      | 63                                   | 0,46%                                |
| Срби-Црногорци                       | Срби-Црногорци                       |                                      | 59                                   | 0,43%                                |
| Македонци                            | Македонци                            |                                      | 40                                   | 0,29%                                |
| Југословени                          | Југословени                          |                                      | 37                                   | 0,27%                                |
| Црногорци-Срби                       | Црногорци-Срби                       |                                      | 25                                   | 0,18%                                |
| Босанци                              | Босанци                              |                                      | 19                                   | 0,14%                                |
| Горанци                              | Горанци                              |                                      | 12                                   | 0,08%                                |
| Роми                                 | Роми                                 |                                      | 12                                   | 0,08%                                |
| Словенци                             | Словенци                             |                                      | 12                                   | 0,08%                                |
| Турци                                | Турци                                |                                      | 12                                   | 0,08%                                |
| Мађари                               | Мађари                               |                                      | 10                                   | 0,07%                                |
| Муслимани-Црногорци                  | Муслимани-Црногорци                  |                                      | 7                                    | 0,05%                                |
| Остали                               | Остали                               |                                      | 78                                   | 0,57%                                |
| Регионална припадност                | Регионална припадност                |                                      | 7                                    | 0,05%                                |
| Неизјашњени                          | Неизјашњени                          |                                      | 787                                  | 5,82%                                |
| укупно: 13.503                       |                                      |                                      |                                      |                                      |

| \| \| м \| \| \| ж \| \| ? \| 39 \| \| \| 42 \| \| 80+ \| 52 \| \| \| 92 \| \| 75—79 \| 104 \| \| \| 149 \| \| 70—74 \| 188 \| \| \| 241 \| \| 65—69 \| 275 \| \| \| 291 \| \| 60—64 \| 287 \| \| \| 314 \| \| 55—59 \| 326 \| \| \| 380 \| \| 50—54 \| 498 \| \| \| 547 \| \| 45—49 \| 513 \| \| \| 614 \| \| 40—44 \| 475 \| \| \| 600 \| \| 35—39 \| 430 \| \| \| 522 \| \| 30—34 \| 389 \| \| \| 506 \| \| 25—29 \| 475 \| \| \| 535 \| \| 20—24 \| 541 \| \| \| 563 \| \| 15—19 \| 585 \| \| \| 572 \| \| 10—14 \| 472 \| \| \| 470 \| \| 5—9 \| 470 \| \| \| 403 \| \| 0—4 \| 372 \| \| \| 387 \| \| Просек : \| 506 \| \| \| 55 \| |     |  |  |     |
| |     |  |  |     |
| | м   |  |  | ж   |
| ? | 39  |  |  | 42  |
| 80+ | 52  |  |  | 92  |
| 75—79 | 104 |  |  | 149 |
| 70—74 | 188 |  |  | 241 |
| 65—69 | 275 |  |  | 291 |
| 60—64 | 287 |  |  | 314 |
| 55—59 | 326 |  |  | 380 |
| 50—54 | 498 |  |  | 547 |
| 45—49 | 513 |  |  | 614 |
| 40—44 | 475 |  |  | 600 |
| 35—39 | 430 |  |  | 522 |
| 30—34 | 389 |  |  | 506 |
| 25—29 | 475 |  |  | 535 |
| 20—24 | 541 |  |  | 563 |
| 15—19 | 585 |  |  | 572 |
| 10—14 | 472 |  |  | 470 |
| 5—9 | 470 |  |  | 403 |
| 0—4 | 372 |  |  | 387 |
| Просек : | 506 |  |  | 55  |

| Број домаћинстава према пописима из периода 1948—2003. | Број домаћинстава према пописима из периода 1948—2003. | Број домаћинстава према пописима из периода 1948—2003. | Број домаћинстава према пописима из периода 1948—2003. | Број домаћинстава према пописима из периода 1948—2003. | Број домаћинстава према пописима из периода 1948—2003. | Број домаћинстава према пописима из периода 1948—2003. | Број домаћинстава према пописима из периода 1948—2003. |
| Година пописа                                          | 1948.                                                  | 1953.                                                  | 1961.                                                  | 1971.                                                  | 1981.                                                  | 1991.                                                  | 2003.                                                  |
| ------------------------------------------------------ | ------------------------------------------------------ | ------------------------------------------------------ | ------------------------------------------------------ | ------------------------------------------------------ | ------------------------------------------------------ | ------------------------------------------------------ | ------------------------------------------------------ |
| Број домаћинстава                                      | 308                                                    | 480                                                    | 630                                                    | 1.048                                                  | 2.012                                                  | 3.394                                                  | 4.480                                                  |

| Број домаћинстава по броју чланова према попису из 2003. | Број домаћинстава по броју чланова према попису из 2003. | Број домаћинстава по броју чланова према попису из 2003. | Број домаћинстава по броју чланова према попису из 2003. | Број домаћинстава по броју чланова према попису из 2003. | Број домаћинстава по броју чланова према попису из 2003. | Број домаћинстава по броју чланова према попису из 2003. | Број домаћинстава по броју чланова према попису из 2003. | Број домаћинстава по броју чланова према попису из 2003. | Број домаћинстава по броју чланова према попису из 2003. | Број домаћинстава по броју чланова према попису из 2003. | Број домаћинстава по броју чланова према попису из 2003. |
| Број чланова                                             | 1                                                        | 2                                                        | 3                                                        | 4                                                        | 5                                                        | 6                                                        | 7                                                        | 8                                                        | 9                                                        | 10 и више                                                | Просек                                                   |
| -------------------------------------------------------- | -------------------------------------------------------- | -------------------------------------------------------- | -------------------------------------------------------- | -------------------------------------------------------- | -------------------------------------------------------- | -------------------------------------------------------- | -------------------------------------------------------- | -------------------------------------------------------- | -------------------------------------------------------- | -------------------------------------------------------- | -------------------------------------------------------- |
| Број домаћинстава                                        | 4.449                                                    | 818                                                      | 922                                                      | 851                                                      | 1.143                                                    | 486                                                      | 153                                                      | 55                                                       | 13                                                       | 6                                                        | 2                                                        |

| Пол    | Укупно | Неожењен/Неудата | Ожењен/Удата | Удовац/Удовица | Разведен/Разведена | Непознато |
| ------ | ------ | ---------------- | ------------ | -------------- | ------------------ | --------- |
| Мушки  | 5.177  | 1.741            | 3.077        | 132            | 131                | 96        |
| Женски | 5.968  | 1.612            | 3.143        | 749            | 376                | 88        |
| УКУПНО | 11.145 | 3.353            | 6.220        | 881            | 507                | 184       |

| Пол    | Укупно                    | Пољопривреда, лов и шумарство | Рибарство                            | Вађење руде и камена | Прерађивачка индустрија       |
| ------ | ------------------------- | ----------------------------- | ------------------------------------ | -------------------- | ----------------------------- |
| Мушки  | 2.364                     | 21                            | 4                                    | 6                    | 102                           |
| Женски | 2.192                     | 1                             | 0                                    | 3                    | 147                           |
| Укупно | 4.556                     | 22                            | 4                                    | 9                    | 249                           |
|        |                           |                               |                                      |                      |                               |
| Пол    | Производња и снабдевање   | Грађевинарство                | Трговина                             | Хотели и ресторани   | Саобраћај, складиштење и везе |
| Мушки  | 53                        | 133                           | 306                                  | 121                  | 766                           |
| Женски | 19                        | 31                            | 476                                  | 171                  | 364                           |
| Укупно | 72                        | 164                           | 782                                  | 292                  | 1.130                         |
|        |                           |                               |                                      |                      |                               |
| Пол    | Финансијско посредовање   | Некретнине                    | Државна управа и одбрана             | Образовање           | Здравствени и социјални рад   |
| Мушки  | 20                        | 70                            | 369                                  | 81                   | 60                            |
| Женски | 40                        | 67                            | 221                                  | 217                  | 241                           |
| Укупно | 60                        | 137                           | 590                                  | 298                  | 301                           |
|        |                           |                               |                                      |                      |                               |
| Пол    | Остале услужне активности | Приватна домаћинства          | Екстериторијалне организације и тела | Непознато            | Непознато                     |
| Мушки  | 147                       | 0                             | 1                                    | 104                  | 104                           |
| Женски | 128                       | 1                             | 3                                    | 62                   | 62                            |
| Укупно | 275                       | 1                             | 4                                    | 166                  | 166                           |

## Познате личности
- Срђан Милић, црногорски политичар
- Миодраг Лекић, црногорски политичар, професор и бивши југословенски дипломата
- Игор Лукшић, црногорски политичар и економиста, Предсједник Владе Црне Горе (2010-2012)
- Владимир Лепосавић, црногорски адвокат и политичар
- Бранимир Гвозденовић, југословенски и црногорски политичар, Предсједник Владе Црне Горе (2001-2006)
- Живко Андријашевић, црногорски писац и историчар
- Александар Павловић, црногорски и српски кошаркаш
- Мајда Мехмедовић, црногорска рукометашица
- Даница Црногорчевић, црногорска пјевачица етно, духовне и родољубиве музике
- Никола Добречић, српски римокатолички свештеник, Надбискуп Барски и примас Србије, Србокатолик, пјесник, теолог, филозоф, добитник Ордена Братства и Јединства са Сребрном Звездом
- Блажо Орландић, народни херој Југославије
- Жељко Миловић, југословенски и црногорски књижевник, новинар, публициста и музичар

## Партнерски градови
- Пожаревац, Србија
- Бор, Србија
- Кула, Србија
- Мали Иђош, Србија
- Крагујевац, Србија
- Череповец, Русија
- Курск, Русија
- Подољск, Русија
- Бари, Италија
- Нирнберг, Њемачка
- Пјасечно, Пољска
- Маријупољ, Украјина
- Бар, Украјина
- Борнова, Турска
- Кучукују, Турска
- Адана, Турска
- Хонгкоу, Кина
- Шангај, Кина
- Нингбо, Кина
- Елбасан, Албанија
- Марибор, Словенија
- Крф, Грчка
- Сарајево, Босна и Херцеговина
- Живинице, Босна и Херцеговина
- Водњан, Хрватска
- Ресен, Сјеверна Македонија
- Констанца, Румунија
- Бургас, Бугарска
- Баје, Француска[11]

## Галерија
- Споменик
краљу Јовану Владимиру
на истоименом тргу
- Надгробна плоча надбискупа барског и примаса српског Николе Добречића
- Табла на
Српској народној читаоници
- Натпис на споменику
краљу Николи I
- Рељеф посвећен
краљу Јовану Владимиру и
његовој жени Косари
- Плажа Црвена стијена код брда Волујица.